# Sainte-Eulalie, Ardèche
Sainte-Eulalie là một xã ở tỉnh Ardèche, vùng Auvergne-Rhône-Alpes ở đông nam nước Pháp.